# Born Villain
Born Villain ist das achte Studioalbum der US-amerikanischen Rock-Band Marilyn Manson. Es erschien am 1. Mai 2012 bei Cooking Vinyl.

## Geschichte
Bereits während der „The High End of Low-Tour“ 2009 begann die Band an neuem Material zu schreiben. Sie hatte kurz zuvor den Vertrag mit dem alten Label Interscope Records aufgelöst und somit wieder mehr kreative Möglichkeiten. Im November 2010 gab Twiggy Ramirez bekannt, dass die Band an einem neuen Album arbeitet. Im Februar 2011 hatte Schlagzeuger Ginger Fish die Band verlassen. Die Leadsingle No Reflection wurde schließlich im März 2012 vorgestellt.

## Kritiken
Der NME gab dem Album 6 von 10 Punkten. Der Kritiker schrieb: „The truth is, though, there’s just a lack of magic, a lack of something special going on. It’s not bad. It’s not good.“

## Titelliste
1. Hey, Cruel World … – 3:44
2. No Reflection – 4:36
3. Pistol Whipped – 4:10
4. Overneath the Path of Misery – 5:18
5. Slo-Mo-Tion – 4:24
6. The Gardener – 4:39
7. The Flowers of Evil – 5:19
8. Children of Cain – 5:17
9. Disengaged – 3:25
10. Lay Down Your Goddamn Arms – 4:13
11. Murderers Are Getting Prettier Every Day – 4:18
12. Born Villain – 5:26
13. Breaking the Same Old Ground – 4:28

### Bonustitel
14. You’re So Vain (Cover von Carly Simon, featuring Johnny Depp) – 4:02